# Cyphacma chalcozela
Cyphacma chalcozela är en fjärilsart som beskrevs av Edward Meyrick 1915. Cyphacma chalcozela ingår i släktet Cyphacma och familjen praktmalar, Oecophoridae. Inga underarter finns listade i Catalogue of Life.